# Die verschwundene Miniatur
Die verschwundene Miniatur oder auch Die Abenteuer eines empfindsamen Fleischermeisters ist ein Roman von Erich Kästner, der 1935 erschien. Er gehört zu den Büchern, die Kästner während seiner Zeit der inneren Emigration zur Zeit des Nationalsozialismus schrieb. Er wurde in zahlreiche Sprachen übersetzt und zweimal verfilmt.

## Inhalt
Der gutmütige und naive Fleischermeister Oskar Külz aus Berlin ist im Urlaub in Kopenhagen und wird dort in einen Kriminalfall verwickelt: Eine Bande deutscher Kunsträuber hat wertvolle Kunstgegenstände gestohlen. Herr Steinhövel, ein Berliner Kunstsammler, hat bei einer Auktion eine wertvolle Miniatur von Hans Holbein erstanden und befürchtet, dass es die Bande auch auf diese Miniatur abgesehen hat. Seine Sekretärin Irene Trübner soll die Miniatur von Kopenhagen nach Berlin bringen. Sie bittet Oskar Külz, den sie in Kopenhagen kennengelernt hat, ihr dabei zu helfen. Unterwegs treffen sie auf Rudi Struve, der sich später als Angestellter der Versicherung, bei der das Bild versichert ist, entpuppt, und mehrere Mitglieder der Verbrecherbande, die sie zunächst nicht als solche erkennen. Da keine der Personen den anderen gegenüber ihre Motive und Pläne vollständig offenlegt (außer Oskar Külz, dessen ehrliche Naivität aber zwischenzeitlich als Tarnung missverstanden wird), gibt es immer wieder Verwechslungen und wechselnde Allianzen. Mit der Zeit stellt sich heraus, dass das Bild, das Oskar Külz trägt, eine Fälschung ist, die in Berlin gegen das Original ausgetauscht werden soll. Im Laufe der Geschichte werden die Bilder mehrmals verwechselt. Schließlich gelingt die Mission: Die Räuberbande wird verhaftet, Herr Steinhövel erhält die Originalminiatur und Oskar Külz die Kopie als Andenken.
Die verschwundene Miniatur gilt als eines von Kästners unpolitischen Büchern. In einigen Details wird aber eine subtile Kritik an der nationalsozialistischen Regierung erkannt. So wird etwa die Tatsache, dass die Helden der Geschichte auf einer Reise durch Europa gegen eine Verbrecherbande kämpfen, die ihr Hauptquartier in Berlin hat, als eine Anspielung auf die politische Situation in Europa gesehen. Auch Rudi Struves Spekulation, wie es wäre, in einer Welt zu leben, in der die Sonne nur auf die Gerechten schiene, während die Ungerechten im Schatten stünden, weist in diese Richtung.

## Publikationsgeschichte
1935 hatte Erich Kästner in Deutschland bereits Publikationsverbot. Allerdings war das 1933 verhängte absolute Schreibverbot gelockert worden, sodass er seine Bücher im Ausland verlegen lassen und in Deutschland verkaufen durfte. Deshalb erschien die erste Auflage im Schweizer Atrium Verlag. Die verschwundene Miniatur wurde in 22 Sprachen übersetzt und ist damit Kästners meistübersetzter Erwachsenenroman.

## Verfilmungen
Bereits 1937 kaufte die US-amerikanische Filmproduktionsfirma MGM die Filmrechte an Die verschwundene Miniatur, setzte das Projekt aber nicht um, da durch den bevorstehenden Beginn des Zweiten Weltkriegs deutsche Autoren in den USA an Ansehen verloren. Erich Kästner selbst schrieb das Drehbuch für den 1954 erschienenen Film Die verschwundene Miniatur von Carl-Heinz Schroth mit Paul Westermeier, Paola Loew und Ralph Lothar. 1989 produzierte der Deutsche Fernsehfunk einen eher lose auf dem Buch basierenden Fernsehfilm unter der Regie von Vera Loebner mit einem Drehbuch von Friedemann Schreiter.